# Rigoberto Salazar Velasco
Rigoberto Salazar Velasco es un político mexicano miembro del Partido Revolucionario Institucional, así como delegado del CEN del PRI en Colima. Es pariente del general Juan N. Salazar e hijo de Juan Salazar Gutiérrez. Fue diputado en la LV Legislatura del Congreso de la Unión de México por el I Distrito Electoral Federal de Colima. En el ámbito local fue diputado en la LI Legislatura del Congreso del Estado de Colima y LVI Legislatura del Congreso del Estado de Colima.
Durante la gubernatura de Mario Anguiano fue secretario de Desarrollo Social para el Estado de Colima, cargo al que renunció luego de que según el Tribunal Electoral del Poder Judicial de la Federación (TEPJF), llamó al voto por el candidato del Partido Revolucionario Institucional, José Ignacio Peralta Sánchez, antes de las Elecciones estatales de Colima de 2015. Dicha acción fue sancionada por el TEPFJ anulando el proceso electoral. Salazar afirmó luego de su renuncia que el video presentado como prueba ante el tribunal fue editado de manera dolosa y negó los hechos.